# Константин Колев
Константин Колев Костадинов е български писател.

## Биография
Константин Колев е роден на 22 ноември 1930 година в село Нова махала, област Стара Загора.
Начално образование получава в родното си село Нова махала, основно в село Николаево, а средно в Казанлъшката гимназия. Завършва журналистика в Софийския университет. През 1954 година печата първия си разказ във вестник „Вечерни новини“. Първата издадена книга на писателя е „Счупеният рог“, която съдържа разкази за селския живот и повечето от тях имат автобиографичен характер.
Писателят умира през 1982 година. Погребан е в град Стара Загора.

## Библиграфия
- „Счупеният рог“ (1959)[2]
- „Кръв и роса“ (1962)
- „Когато човекът се раждаше“ (1963)
- „Зеленото съмване“ (1965)
- „Лирични размисли“ (1965)
- „Ехо от детството“ (1966)
- „Откриване на старите истини“ (1968)
- „Хора и съдби“ (1970)
- „Ароматен пръстен“ (1973)
- „Здравей, грешнико“ (1974)
- „Матей“ (1977)
- „Пристрастия“ (1978)
- „Бяло и червено“ (1979)
- „Живот в провинцията“ (1979)
- „Спомени на едно селянче“ (1979)
- „Златна пепел“ (1980)
- „Ивановото житие“ (1981)
- „Жерговски разкази“ (1982)
- „Тунджански елегии“ (1982)
- „Хляб и рози“ (1983)
- „Завръщане при корена“ (1984)